# Dierdorf (Verbandsgemeinde)
Dierdorf est une Verbandsgemeinde (collectivité territoriale) de l'arrondissement de Neuwied dans la Rhénanie-Palatinat en Allemagne. Le siège de cette Verbandsgemeinde est dans la ville de Dierdorf.
La Verbandsgemeinde de Dierdorf consiste en cette liste d'Ortsgemeinden (municipalités locales) :

Localisation de la Verbandsgemeinde de Dierdorf dans l'arrondissement de Neuwied

1. Dierdorf
2. Großmaischeid
3. Isenburg
4. Kleinmaischeid
5. Marienhausen
6. Stebach